# Старое Михайловское
Старое Михайловское — деревня в Завьяловском районе Удмуртии, входит в Ягульское сельское поселение. Находится в 13 км к северу от центра Ижевска. Расположена на правом берегу реки Ягулки.